# Litle Seiskjær
Litle Seiskjær  ou Litla Seiskjeret est une île norvégienne du comté de Hordaland appartenant administrativement à Austevoll.

## Description
Rocheuse et désertique, elle s'étend sur environ 81 m de longueur pour une largeur approximative de 52 m et est composée de trois rochers à fleur d'eau.